# Oxford-Sud
Pour les articles homonymes, voir Oxford (homonymie).
Oxford-Sud fut une circonscription électorale fédérale de l'Ontario, représentée de 1867 à 1935.
C'est l'Acte de l'Amérique du Nord britannique de 1867 qui divisa le comté d'Oxford en deux dristricts électoraux, Oxford-Nord et Oxford-Sud. Abolie en 1933, elle fut fusionnée à la circonscription d'Oxford.

## Géographie
En 1882, la circonscription de Oxford-Nord comprenait :
- Les cantons d'Oxford East, Oxford West, Oxford North, Norwich North, Norwich South, Burford et Oakland
- Le village de Norwich
- La ville d'Ingersoll

En 1903, les cantons de Burford et Oakland furent soustraits de la circonscription, mais le canton de Dereham et la ville de Tilsonburg furent ajoutés.

## Députés
1. 1867-1874 — Ebenezer Vining Bodwell, PLC
2. 1874-1882 — James Atchison Skinner, PLC
3. 1882-1887 — Archibald Harley, PLC
4. 1887-1904 — Richard John Cartwright, PLC
5. 1904-1911 — Malcolm Smith Schell, PLC
6. 1911-1926 — Donald Sutherland, CON
7. 1926-1934 — Thomas Merritt Cayley, PLC
8. 1934-1935 — Almon Secord Rennie, PLC

- CON = Parti conservateur du Canada (ancien)
- PLC = Parti libéral du Canada